# Édouard Pelletan
Pour les articles homonymes, voir Pelletan.
Édouard Pelletan, né le 9 octobre 1854 à Paris et mort le 31 mai 1912 dans le 14e arrondissement de Paris, est un imprimeur et un éditeur français qui publia de nombreux livres à la typographie particulièrement soignée et fut un promoteur du renouveau de la gravure sur bois.

## Parcours
Issu de la communauté protestante mais rallié aux idées positivistes, Édouard Pelletan, après une carrière au ministère des Affaires étrangères, ouvre le 1er février 1896, au 125 boulevard Saint-Germain, dans le local occupé naguère par la Revue illustrée de Ludovic Baschet, une galerie et maison d'édition sous le nom, jusqu'alors inconnu en bibliophilie, d’« Éditions d'Art Édouard Pelletan ». Dès ses débuts d'éditeur, dans une plaquette programme intitulée « Le Livre », il met en corrélation la typographie et l’œuvre d'un écrivain, l'esprit de la lettre et le texte. Réagissant à l'époque qui voyait, selon Henri Beraldi, « le livre comme un musée de dessins », Pelletan s'efforce de singulariser chacun de ses tirages, refusant la standardisation promise par « les techniques américaines », employant différentes couleurs d'encres et qualités de papiers, convoquant des ornementations originales et soignant jusqu'à ses prospectus ; bientôt, son art fit école.
Revisitant les grands classiques, il ouvrit aussi son catalogue à des contemporains comme Jean Lorrain, Anatole France (avec qui il était ami), Sully Prudhomme, Catulle Mendès, Jules Renard, etc. En 1906, Jérôme et Jean Tharaud obtiennent le prix Goncourt pour la réédition augmentée de Dingley, l'illustre écrivain : Pelletan est alors au faîte de la gloire.
Du côté des illustrateurs, il offrit à Marcel Pille et Henri Bellery-Desfontaines leurs premières expériences livresques avec entre autres La Mandragore et L’Almanach du Bibliophile (1898), et sollicita également Steinlen (pour illustrer notamment Crainquebille), Eugène Grasset, Auguste Leroux, Louis Dunki, Daniel Vierge, Paul-Émile Colin, Auguste Gérardin, Lucien Mignon, etc. Privilégiés, les graveurs sur bois n'étaient pas en reste avec Frédéric et Ernest Florian, Georges et Clément Bellenger, Froment père et Froment fils, Pierre Gusman, Ernest Deloche, Crosbie, Mathieu, Jules Germain, Duplessis, Jules-Léon Perrichon, Aubert, Julien Tinayre (frère de Caroline, l'épouse de Pelletan) , etc.
Le 15 mars 1897 il lance la revue d'art mensuelle L'Estampe et l'affiche codirigée par les critiques Noël Clément-Janin et André Mellerio (1862-1943), pour laquelle il convoque les artistes Jean Peské ou Pierre Bonnard pour la promouvoir via des affiches lithographiées, revue qui paraît jusqu'en décembre 1899.
Éditant des ouvrages soignés et donc coûtant un certain prix, il lança cependant une collection populaire à 60 centimes le volume avec la « Bibliothèque sociale et philosophique » où parurent des essais, de sensibilité positiviste — dans la lignée de son maître et ami le philosophe Pierre Laffitte —, signés Camille Monier, Émile Corra, Périclès Grimanelli ou Anatole France.
Édouard Pelletan faisait entre autres imprimer ses livres à l'Imprimerie nationale, comme de nombreux bibliophiles, ainsi qu'à l'imprimerie Lahure, où une impression traditionnelle de qualité était permise avec un atelier de presse à bras. En tout, Pelletan aurait imprimé une soixantaine d'ouvrages à tirages limités : environ quarante-cinq ouvrages importants, et une quinzaine de plaquettes. 
Il ne reçut pas que des éloges : dès 1898, il est au cœur de vives polémiques en heurtant les tenants d'une certaine école du livre illustré. On lui reproche ses vieilleries, ses lubies, de n'être pas du milieu, etc. En 1905, le relieur et éditeur Charles Meunier le qualifie de « guignol » et signale que son Almanach est « déjà vieux même en naissant ». Il faut dire qu'en s'accolant dès 1894 avec l'irréductible critique Noël Clément-Janin qui le défendit aveuglément et ce, jusque dans les années 1920, Pelletan, armé d'une certaine morale typographique et bibliophilique, l'avait bien cherché.
Le 2 février 1912, sa fille Jeanne, issue de son mariage en 1882 avec Caroline Tinayre, épouse René Helleu (1884-1964) principal collaborateur de l'entreprise. En 1913, après le décès de Pelletan, René reprend le fonds sous la marque Éditions d'art Édouard Pelletan, René Helleu libraire-éditeur située également au 125 boulevard Saint-Germain. Il ouvre une galerie baptisée Galerie Pelletan-Helleu. Dans les années 1920, il s'associe avec René Sergent, et édite également des ouvrages numérotés sous son seul nom. René Helleu édita et exposa dans les années 1930 notamment les œuvres du peintre et graveur Pierre Matossy.
Le 31 mai 1912, Édouard Pelletan décède après une maladie qui le rongea près d'une année, et à l'occasion de ses funérailles, Anatole France écrivit une oraison, dans laquelle il rappelle que :
« Du jour où il composa son premier volume, Pelletan mit le pied dans la voie où il devait promptement passer maître. Son souci prédominant de la typographie différencia immédiatement ses livres de la production environnante. (...) Pelletan raisonna le livre comme un problème. Problème complexe, où le sens artistique doit venir sans cesse réchauffer la froide logique. Il réussit ce tour de force de concilier ces antinomies : être à la fois logicien et artiste. [Il] n’hésita pas à rénover les coûteuses traditions des tirages multiples, des fleurons, des capitales ou des mots en couleurs, des ornements qui encadrent la pagination, des tables illustrées, des grands titres décorés. (...) Cet éditeur était un penseur. Ce libraire était un lettré. » Il est inhumé au cimetière du Père-Lachaise (58e division).
Influençant de jeunes éditeurs comme Georges Crès, Édouard Pelletan, en une quinzaine d'années, marqua sensiblement le paysage des arts du livre français.

### Pelletan et la gravure sur bois
Parmi les principaux éditeurs de luxe de cette fin de XIXe siècle, on remarque donc la présence importante d'Édouard Pelletan, qui dès ses débuts dans l'édition s'impose comme le défenseur de la belle typographie et de la gravure sur bois. En effet, il veut proposer un travail de qualité, et comme beaucoup de bibliophiles, il est très méfiant à l'égard des procédés photomécaniques de reproduction des illustrations (typogravure, stéréotypie, similigravure, etc.), adoptés rapidement par l'édition courante et lancés à l'origine par l'éditeur international Goupil et Compagnie. À la fin du siècle, la gravure sur bois connaît un renouveau grâce à des éditeurs comme Pelletan. C'est ce qu'explique Maurice Baud dans une série d'articles intitulée « La gravure sur bois », paru dans le Journal des artistes (7, 14 et 21 juin 1896). On apprend que jusque-là, cette technique connaissait de multiples applications, perdant peu à peu sa valeur au profit des nouveaux procédés. Les illustrateurs se sont vus dépassés par les artistes-peintres et la multiplication de nouveaux procédés : la gravure « américaine », et des procédés mécaniques — gillotage, phototypie, photogravure, typogravure… La gravure sur bois est donc négligée dans un premier temps, puis quelques amateurs la remettent au goût du jour pour des illustrations de meilleure qualité. Maurice Baud fait la distinction entre d'un côté les graveurs-artistes et de l'autre les similistes, comme Pelletan les appelait, qui gravaient à la manière américaine, cherchant à imiter la photographie : « de la photogravure sur beau papier », raillait Pelletan ». En effet, Pelletan conçoit le livre de luxe comme un véritable travail de construction, où l'éditeur doit tout coordonner avec minutie pour un travail de qualité, que ce soit concernant les illustrations ou la typographie. Ce serait pour cela qu'il préférait ne pas travailler avec des peintres, selon lui moins aptes à se plier aux consignes de l'éditeur. C'est notamment ce qui l'opposait à Ambroise Vollard, marchand de tableaux puis éditeur d'art, qui préférait travailler avec des peintres et sollicitait, lui, la lithographie.

## Essais
- Le Livre suivi du Catalogue illustré des Éditions d'art Édouard Pelletan, Paris, 1896.
- Lettres aux bibliophiles. Du Texte et du Caractère typographique, Paris, 1896.
- Sur la tombe de Henry Crompton, cinquante-deuxième anniversaire de la mort d'Auguste Comte : 1857-1909, [Allocution prononcée par Édouard Pelletan le 5 septembre 1909], Paris, Imprimerie Lahure, 1909.

## Galerie

Exemples de productions
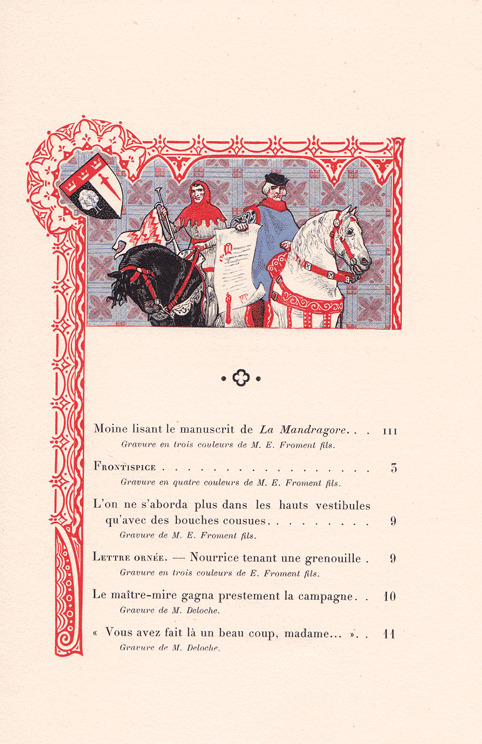
Table des matières de La Mandragore de Jean Lorrain, illustré par Marcel Pille (1899).
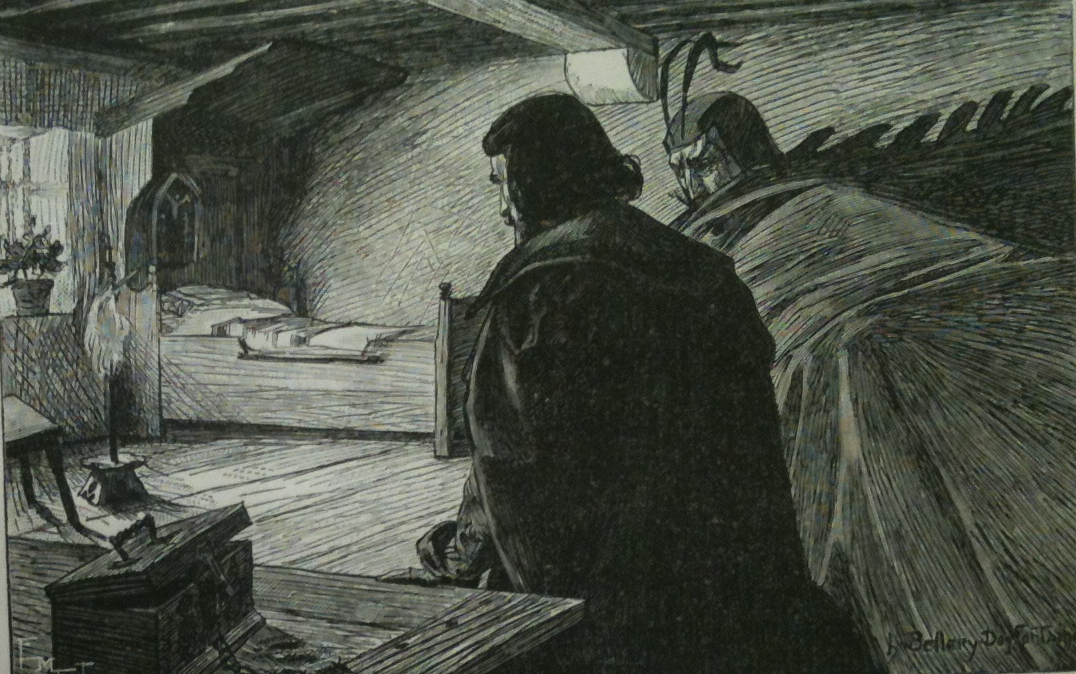
Illustration du Faust de Pierre Laffitte par Henri Bellery-Desfontaines (1899)
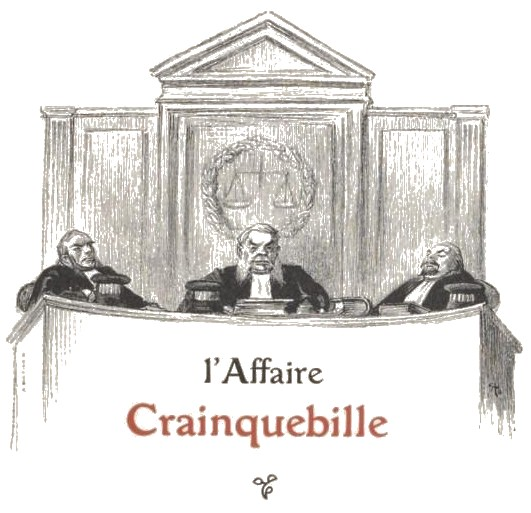
Page de faux titre de L'Affaire Crainquebille d'Anatole France, illustré par Steinlen (1901).